# 文多内
文多内（義大利語：Vendone），是意大利萨沃纳省的一个市镇。总面积10.11平方公里，人口418人，人口密度41.3人/平方公里（2009年）。ISTAT代码为009066。